# مغامرات خضرة (فلم)
مغامرات خضرة هو فيلم مصري عرض عام 1950، بطولة درية أحمد وكمال الشناوي وميمي شكيب وإسماعيل ياسين، ومن تأليف وإخراج السيد زيادة.

## قصة الفيلم
يموت الحاج عبد الله والد خضرة تاركًا لها ولأخوها فارس ثروة ضخمة قام بتخزينها في «بلاليص» وتفاجأ خضرة بابنة عمهم المتغيب منذ زمن تعود إليهم في محاولة لنهب الأموال مستغلة سذاجة خضرة الريفية لتحصل على الثروة فتلجأ إلى أحد الشباب الذي تزج به في طريق خضرة ليغرر بها ولكن نواياه الحسنة تكشف الامر عندما يقع في حبها وتتمكن خضرة من أن تحافظ على ثروتها هي وأخوها.

## طاقم التمثيل
- درية أحمد: (خضرة)
- كمال الشناوي: (كمال)
- ميمي شكيب: (إلهام)
- إسماعيل ياسين: (فارس)
- علي الكسار: (خادم)
- أنور حسونة: (حسونة)
- يعقوب طانيوس: (ميمي)
- إبراهيم جكلة: (عم إدريس)
- عبد الحميد زكي: (عمران بك)
- زكي إبراهيم: (والد كمال)
- حسين عيسى: (مستكاوى)
- عبد الحميد بدوي: (الحاج عبد الله والد خضرة)
- نيللي مظلوم: (راقصة)
- نبوية مصطفى: (راقصة)
- حسن أتلة: (رجل الزار)
- زكي محمد حسن: (السفرجي)
- فيليب كمال: (والد إلهام)
- محمد البكار: (ضابط شرطة)
- محمود لطفي
- محسن حسنين
- محمد عبد الرحمن

## فريق العمل
- إخراج: السيد زيادة
- تأليف: السيد زيادة
- مدير التصوير: عبد العزيز فهمي
- مونتاج: كمال أبو العلا
- إنتاج: أفلام ريجانس، أفلام المهيري
- توزيع: أفلام النصر
- تأليف الأغاني: السيد زيادة، محمد فتحي مهدي
- ألحان الأغاني: محمد إحسان، السيد قاسم، يوسف صالح، حامد طاهر، حسن أبو زيد

## روابط خارجية
- مقالات تستعمل روابط فنية بلا صلة مع ويكي بيانات